# Boe-Bot

Un Boe-bot è un robot programmabile dotato di una breadboard che permette di ampliarlo a piacere.
Il Boe-Bot è controllato da un microcontrollore Basic stamp programmato in linguaggio PBasic. Un Boe-Bot è in grado di eseguire attività che vanno dai movimenti di base sino all'esecuzione di progetti. Il robot può essere programmato per seguire una linea, risolvere un labirinto, seguire la luce, o per comunicare con un altro robot.
I circuiti che compongono il robot sono montati su un telaio in alluminio che fornisce una piattaforma robusta sia per i componenti elettronici che per i servomotori. I fori di montaggio e le aperture sul telaio possono essere utilizzati per aggiungere attrezzature robotiche e per personalizzazioni. La ruota posteriore è costituita da una pallina di polietilene; le ruote sono lavorate per adattarle proprio sul servo e tenute a posto con una piccola vite.